# Misurata (districte)
El districte de Misurata (àrab: شعبية مصراته, xaʿbiyyat Miṣrāta, pronunciat Məṣrātah en àrab libi) és un dels vint-i-dos districtes o xabiyya en què se subdivideix políticament Líbia des de l'any 2007. La seva capital és la ciutat de Misurata. És banyat pel mar Mediterrani.

## Demografia i territori
El seu territori ocupa una superfície de només 2.770 quilòmetres quadrats. Dins del districte de Misurata viu una població d'uns 550.938 habitants. Si es consideren les dades anteriors es pot deduir que la densitat poblacional d'aquest districte és de 198,89 habitants per quilòmetre quadrat.